# Copycat (película)
Copycat es un thriller estadounidense de 1995 protagonizado por Sigourney Weaver y Holly Hunter y dirigido por Jon Amiel.

## Sinopsis
La doctora en psicología Helen Hudson es una experta famosa en asesinos en serie, que vive en San Francisco. Sin embargo, después de que uno de sus anteriores casos, el psicópata Daryll Lee Cullum, estuviera a punto de asesinarla allí en venganza por su testimonio, que llevó a la condena a muerte de Cullum por los asesinatos que él cometió, Helen padece desde entonces una agorafobia que la recluye en su apartamento, en la que ha estado desde entonces durante 13 meses.
Surge, entonces, una nueva serie de asesinatos que parecen recrear escenas de asesinatos cometidos tiempo atrás por distintos asesinos en serie como Albert DeSalvo, Los estranguladores de la colina, David Berkowitz, Jeffrey Dahmer y Ted Bundy. Hudson instintivamente se da cuenta de que son obra de un asesino en serie y, tratando de sobreponerse a su agorafobia, empieza a aconsejar a la policía por teléfono. Los dos detectives encargados del caso, M.J. Monahan y Reuben Goetz, dándose cuenta de su competencia en casos como estos, acuden entonces a ella en busca de su ayuda y experiencia para conseguir atrapar lo antes posible al asesino. 
Los homicidios van en aumento y uno de ellos es también el asistente personal de Hudson, a quien también el asesino tiene bajo mira, ya que allanó su casa y dejó en ella una autobiografía de Cullum suya firmada también por Cullum para ella. De esa manera, con la ayuda del encarcelado Cullum, de quien luego descubrieron que tuvo contacto con él, descubren que su nombre es Peter Foley y van a arrestarlo.   
Sin embargo, Foley, previendo que lo iban a descubrir, destruye su casa, cuando llega la policía, para luego entrar al mismo tiempo otra vez en el apartamento de Helen Hudson, matar a los guardias policiales asignados para su protección que se dejaron distraer por la ilusión que ya lo tenían y llevarla al lugar donde Daryll Lee Cullum intentó matarla antes.  
Se descubre allí, que estuvo cerca de Helen Hudson el día del intento de asesinato de Cullum y que el acontecimiento fue el catalizador que lo convirtió en asesino en serie, algo que hace para ser tan famoso como los asesinos en serie que imitó. Allí hace entonces todo lo posible por recrear de nuevo la misma escena y así copiar a Daryll Lee Collum pero con la intención de tener éxito donde él no la tuvo. 
Helen tiene que valerse ahora de todas sus habilidades y sus conocimientos sobre él para salir con vida de esta situación. También se descubre que M.J., que perdió mientras tanto a su compañero Goetz en un trágico incidente ajeno, que podría haber evitado si no hubiera subestimado esa situación, está en el punto de mira del asesino. Le hace saber donde está Helen, ya que su función en la recreación es imitar al policía que salvó a Helen de Cullum y por ello también va a tener que luchar no solo por la vida de Helen, sino también por la suya, lo que Helen también tendrá que hacer estando ambos en desventaja, ya que M.J. no puede pedir ayuda al respecto, porque sino Foley matará en venganza a Helen de antemano. 
Finalmente Helen consigue sacar a Foley de su ritmo asesino saboteando su intención imitadora y escapar así de él antes de que pudiese matar a M.J. en el último momento y de eso se aprovecha luego M.J. para poder ir a por él, cuando quiere matarla en otro lugar y matarlo salvando así la vida de ambas. De esa manera ambas vencen sus demonios y se vuelven amigas.  
Sin embargo, lo que no saben, es que Cullum manipuló a Foley desde su celda para que se volviese así cuando le contactó para saber todo sobre el acontecimiento entre él y Hudson, reclutando desde entonces a otro como él para intentar matarla otra vez a través de esa persona y así, de forma indirecta, conseguir aun así su venganza contra ella. 

## Reparto
- Sigourney Weaver - Helen Hudson
- Holly Hunter - Mary Jane "M.J." Monahan
- Dermot Mulroney - Reuben Goetz
- Harry Connick, Jr. - Daryll Lee Cullum
- William McNamara - Peter Foley
- J.E. Freeman - Teniente Thomas Quinn
- Will Patton - Nicoletti
- Richard Conti - Harvey
- Nick Scoggin - Conrad

## Producción
Al principio, en el primer guion de la película, el personaje de M.J. iba a ser un hombre, el cual mantenía una historia de amor con Helen. Sin embargo Jon Amiel no quiso realizarla así. Por ello se cambió el sexo del personaje de M.J. y que por tanto pudiera ser también interpretado por la actriz Holly Hunter. También cabe destacar que, para investigar su papel, Sigourney Weaver consultó a la psiquiatra forense muy reconocida, Park Dietz, que había entrevistado a Jeffrey Dahmer.
El rodaje se llevó a cabo en San Francisco, donde se desarrolla la acción de la película. Las tres primeras semanas sirvieron para rodar en exteriores urbanos de la ciudad. El resto se hizo en el interior de un gigantesco hangar en la base militar de la Isla Treasure, que también está en esa ciudad, una instalación que acababa de ser desmantelada por el ejército y donde se crearon para la película los decorados del apartamento de Helen, la comisaría de policía y el corredor.
Durante ese rodaje el director demostró un gran afán perfeccionista, hasta el punto de tardar incluso ocho días en rodar algunas escenas. Como detalle hay que también añadir que, como Sigourney Weaver era tan alta y Holly Hunter tan baja, se rodaron bastantes escenas con Weaver sentada para que no fuera tan evidente la diferencia de estatura.

## Recepción
La película se estrenó el 27 de octubre de 1995 en los Estados Unidos y en España fue estrenada el 29 de marzo de 1996. Según Sensacine, esta película está excelentemente trazada, con un ritmo milimétrico, entretenida y llena de tensión. Intentó ser de alguna manera un thriller más digerible que El silencio de los corderos. En este caso, la fórmula era tan medida, tan comercial, que nadie pudo pararla, por lo que fue un éxito en taquilla. Según El País, otra razón debido a la que fue buena fue por el excelente trabajo de Sigourney Weaver y Holly Hunter.
Tuvo un presupuesto de 27 millones de dólares y obtuvo en el cine unos ingresos en valor de 79 millones de dólares. Sin embargo, fue un éxito mayor en las videotecas. Se convirtió allí en el undécimo video más alquilado de ese año. También tuvo gran éxito en la plataforma de streaming Netflix, cuando se estrenó allí en 2025.

## Premios
- Premios Saturn (1996): Una Nominación
- Premio Cognac Festival du Film Policier (1996): 2 Premios